# Aracaju (microregio)
Aracaju is een van de 13 microregio's van de Braziliaanse deelstaat Sergipe. Zij ligt in de mesoregio Leste Sergipano en grenst aan de microregio's Baixo Cotinguiba, Agreste de Itabaiana en Estância. De microregio heeft een oppervlakte van ca. 860 km². In 2006 werd het inwoneraantal geschat op 794.475.
Vier gemeenten behoren tot deze microregio:
- Aracaju
- Barra dos Coqueiros
- Nossa Senhora do Socorro
- São Cristóvão

Mesoregio's: Agreste Sergipano · Leste Sergipano · Sertão Sergipano

Microregio's: Agreste de Itabaiana · Agreste de Lagarto · Aracaju · Baixo Cotinguiba · Boquim · Carira · Cotinguiba · Estância · Japaratuba · Nossa Senhora das Dores · Propriá · Tobias Barreto · Sergipana do Sertão do São Francisco